# Roman Sołtyk

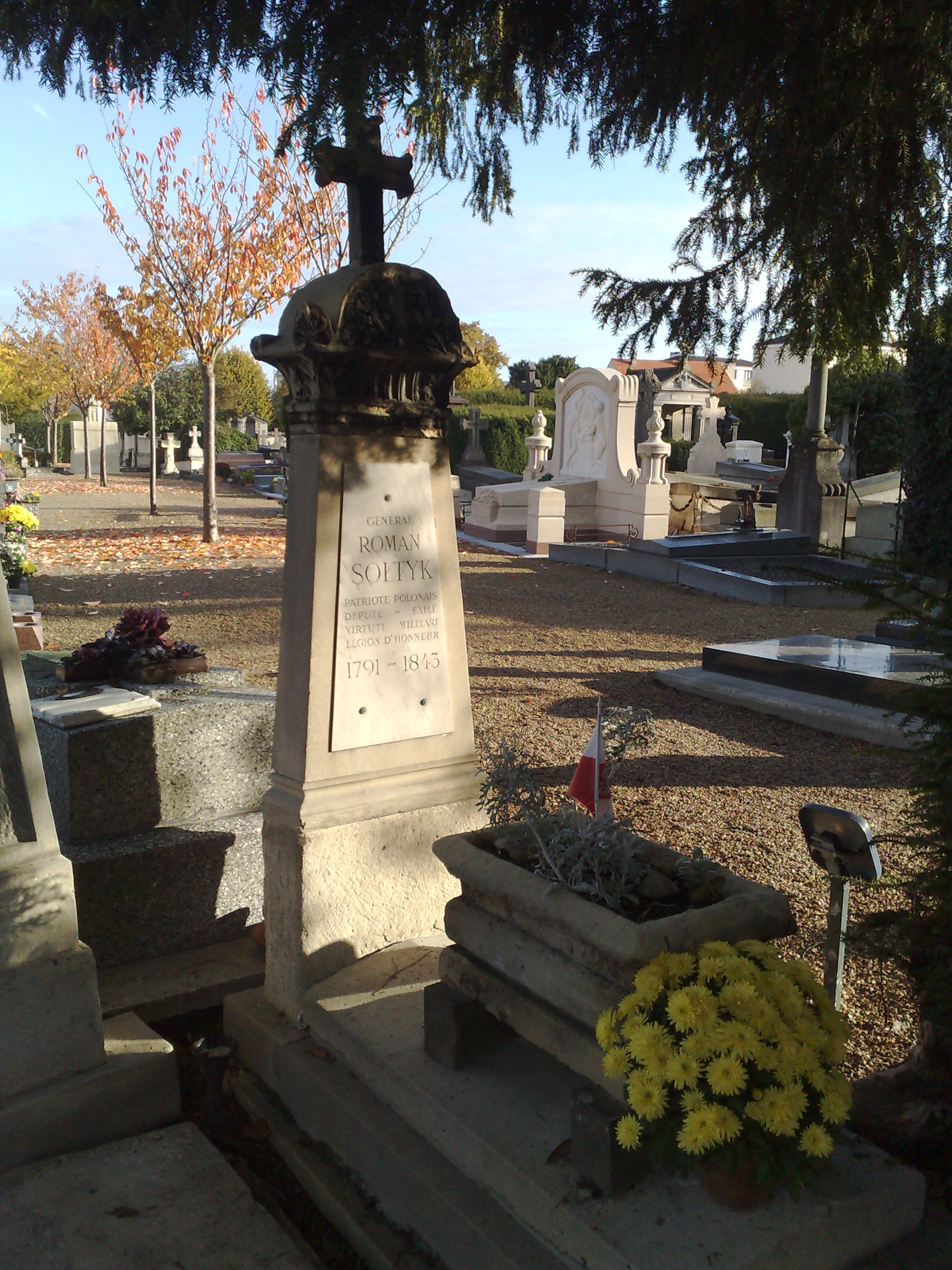

Roman Sołtyk herbu Sołtyk (ur. 28 lutego 1790 w Warszawie, zm. 22 października 1843 w Saint-Germain-en-Laye we Francji)  – polski generał brygady, poseł z powiatu koneckiego na sejmy 1825 i 1830 roku, uczestnik powstania listopadowego.

## Życiorys
Syn senatora Stanisława Sołtyka i Karoliny z Sapiehów . W 1804 roku wstąpił do Liceum Warszawskiego, ale już w 1805 roku wyjechał do Francji. Ukończył politechnikę w Paryżu. W 1807 roku wstąpił do służby w artylerii konnej Armii Księstwa Warszawskiego. W 1809 roku jako dowódca kompanii, w stopniu kapitana artylerii konnej Księstwa Warszawskiego, wystawionej własnym kosztem, wziął udział w wojnie z Austrią. Wyróżnił się w walkach o Zamość. Szef szwadronu od 1810 roku. Od 1811 roku służył w 6 pułku ułanów. Od 1810 roku podpułkownik, w 1812 roku adiutant gen. Michała Sokolnickiego, wstąpił do francuskiego sztabu generalnego. W 1812 roku przystąpił do Konfederacji Generalnej Królestwa Polskiego.
Walczył w kampanii moskiewskiej 1812 roku i saskiej 1813 roku. Pod Lipskiem dostał się do niewoli rosyjskiej. Po uwolnieniu i powrocie do kraju wstąpił do Armii Królestwa Polskiego. W 1816 roku złożył dymisję.
Brał aktywny udział w życiu politycznym i w organizacjach niepodległościowych w Warszawie. W 1826 roku został uwięziony, ale z braków dowodów winy  uwolniony. Jako poseł sejmowy wniósł 1829 roku projekt uwłaszczenia chłopów. W czasie debat sejmowych popierał Jana Olrycha Szanieckiego dążącego do oczynszowania i uwłaszczenia chłopów. Związany ze sprzysiężeniem Piotra Wysockiego. W 1830 roku wiceprezes Towarzystwa Patriotycznego.
Po wybuchu powstania listopadowego zgłosił się do służby, początkowo jako regimentarz zawiślański. Organizował regularną armię oraz ruchomą gwardię narodową. W oblężonej Warszawie dowódca artylerii wałowej. W czasie powstania listopadowego w dniu 25 stycznia 1831 roku, na wniosek Romana Sołtyka Sejm powstańczy jednogłośnie uchwalił detronizację cara Mikołaja I jako króla Polski. Generał z września 1831 roku. Był zwolennikiem bezwzględnej obrony miasta, występował stanowczo przeciw kapitulacji.
Po kapitulacji ruszył z resztkami armii polskiej w Płockie, skąd z misją dyplomatyczną wyjechał do Francji i Anglii. Działał w polskich organizacjach politycznych. Resztę życia spędził na emigracji we Francji.
W 1834 roku skazany przez władze rosyjskie na powieszenie za udział w powstaniu listopadowym. Był członkiem sejmu powstańczego na emigracji.
Był członkiem loży wolnomularskiej Bouclier du Nord w 1819 roku.
Żonaty z Konstancją Heleną z domu Moszczeńską (ślub w 1820 roku w Częstochowie), miał syna Romana (1820 lub 1822–1873), generała armii austriackiej, oraz córkę Helenę (1831–1908) .

## Twórczość
- La Pologne, précis historique, politique et militaire de sa révolution... (1833, 2 t.),
- Napoléon en 1812 (1836),
- Relation des opérations de l'armée aux ordres du prince Joseph Poniatowski pendant la campagne de 1809... (1841) i in.